# 花園花貫県立自然公園

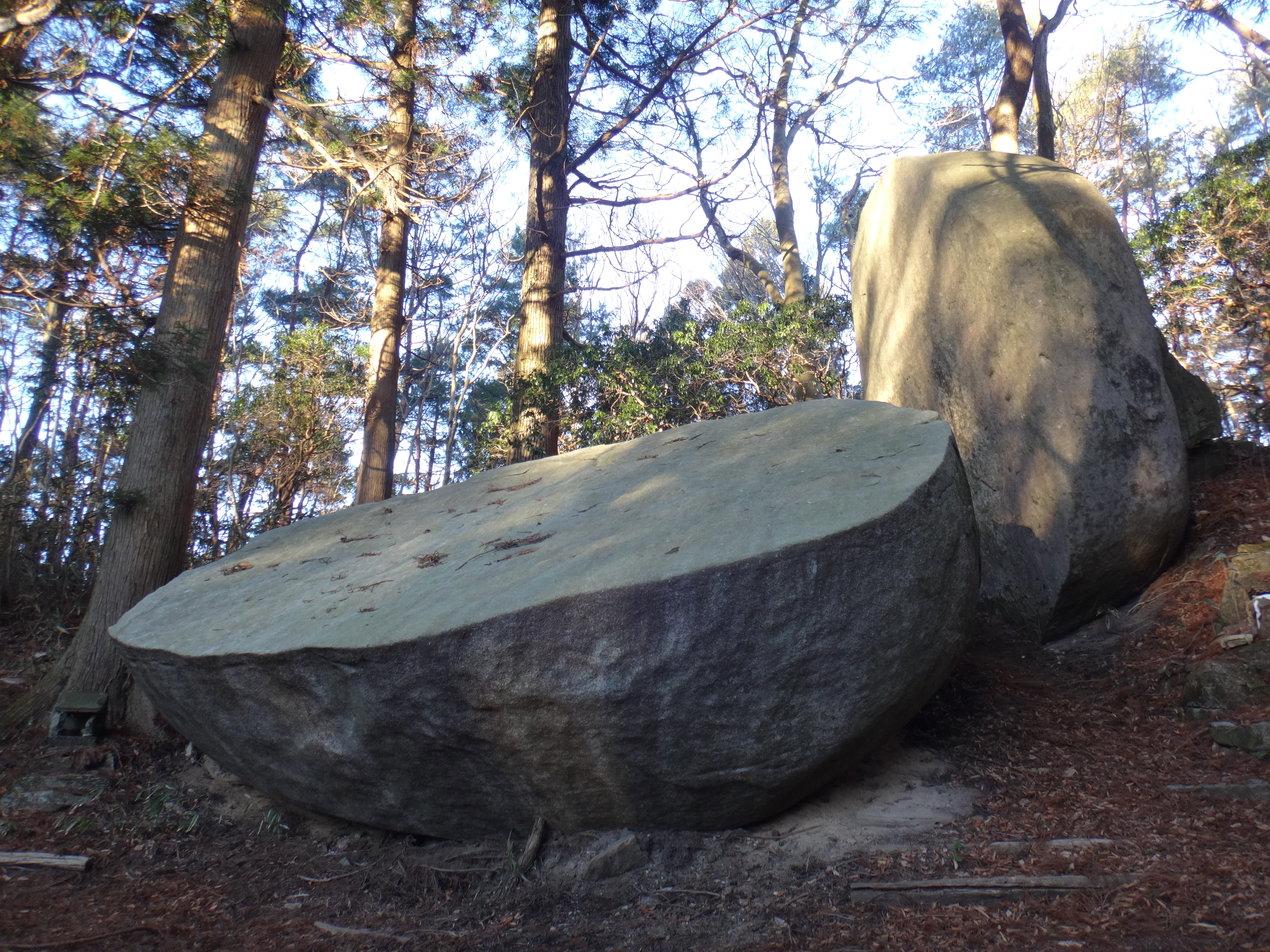
竪破山黒前神社の太刀割石

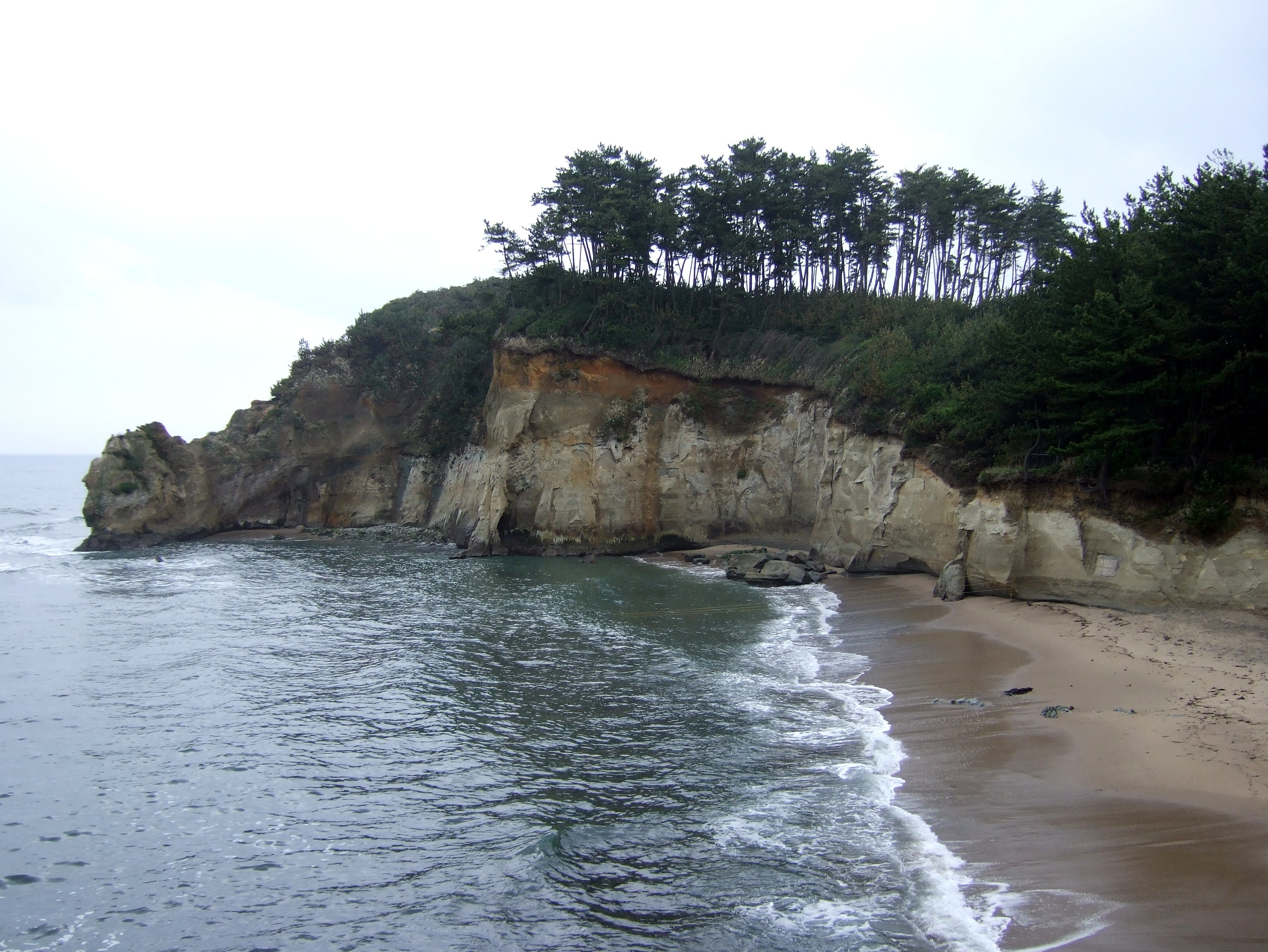
日本で唯一ウミウの捕獲が許されている伊師浜海岸の鵜の岬

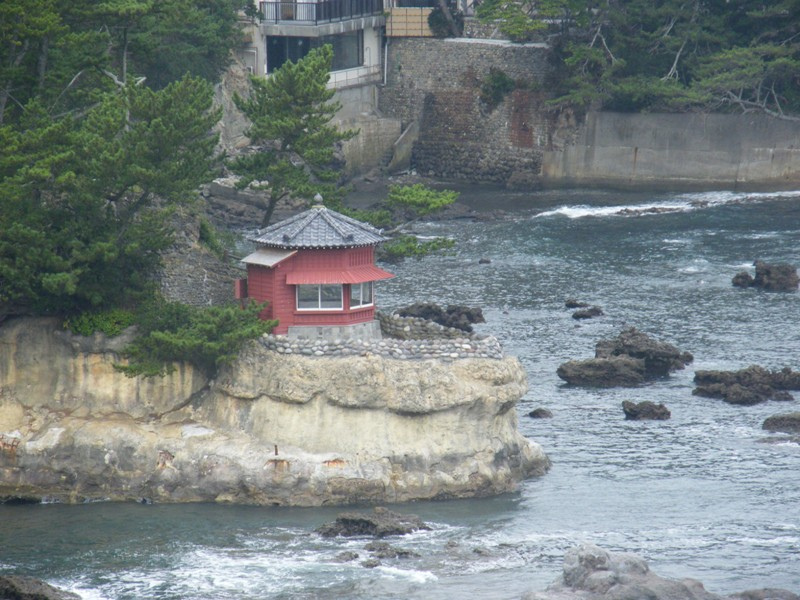
五浦海岸の六角堂（国の登録有形文化財）。2011年の東北地方太平洋沖地震による津波で滅失。

花園花貫県立自然公園（はなぞのはなぬきけんりつしぜんこうえん）は、茨城県の北部にある自然公園。多賀山地の山岳部、花園渓谷などの渓谷部、五浦海岸などの海岸部などからなり、指定されている面積は約25,000ヘクタールと県内の自然公園・国定公園のなかで最も広い。

## 概要
多賀山地の山岳地域と、五浦海岸の海浜地域から成る自然公園である。最初の指定は1953年（昭和28年）3月20日で、その後 1967年（昭和42年）、1980年（昭和55年）、範囲が追加になっている。
山岳部は、阿武隈高地南部の多賀山地の山々が指定されている。一帯はなだらかな隆起準平原で、侵食残丘としての山頂がところどころにある。主なものは、和尚山（803.8メートル）、花園山（798メートル）、土岳（599.2メートル）、竪破山（657.8メートル）など。
福島県境に近い小川地区には本県で一番自然度の高いブナの原生林がひろがっている。その南部には大北渓谷、花貫ダム、土獄などがあり、手頃なハイキングコースが整備されてある。さらにその南には巨石で名高い堅破山がある。
高原地帯を流れる花園川・大北川・花貫川などが峡谷を刻んでおり、断崖や滝からなる景勝地として、新緑や紅葉、山菜採りやキャンプなどの行楽客が集まる。主なものは花園渓谷、大北渓谷、花貫渓谷、水沼ダム、花貫ダムなど。
花園山はシャクナゲの群生地や花園湿原のミズバショウ群落で知られるほか、県の天然記念物に指定されている名木（「花園の大スギ」「花園のコウヤマキ」）がある。
海浜部では平潟から伊師浜までの海岸のうち20キロメートルあまりが指定されており、奇勝と岡倉天心ゆかりの六角堂がある、海食崖の絶壁と奇岩からなる五浦海岸、白砂青松の伊師浜海岸などを含んでいる。
この地域は、五浦美術研究所、浄蓮寺、花園神社、黒前神社等の文化景観がある。
北茨城市の北端で福島県境の小川地区には、100haに及ぶブナの原生林とシラカバの純林が存在している。この地域は茨城県では最も自然度の高いことで知られている。また、北茨城市にある花園山地では、コルリ、クロツグミなどを夏季に観測できる。常陸太田市の岡見、北茨城市の亀谷地は県内では稀な山地の湿原であり、食虫植物のモウセンゴケの群落がある。
ミズゴケ、サワギキョウ、ハンゴンソウ、オタカラコウが生育。日立市の伊師浜海岸北部にある「イブキ樹叢」は天然分布の北限に近いものとして国の天然記念物に指定されている。カワガラス、トラツグミ、ヤブサメ、キビタキ、オオルリなどが繁殖していたが、落葉広葉樹林の減少とスギ、ヒノキ人工林の増加により減少傾向にある。
山地には、ツクバグミ、キバナウツギ、ミヤマツチトリモチ、ナンブワチガイソウ、マイヅルソウ，ヒメマイヅルソウ，ギボウシランなどが生育している。

## 沿革
1953年（昭和28年）3月20日に北茨城県立自然公園として指定を受けたのが始まり（告示第154号）。この公園は、北茨城海洋公園（多賀郡松岡町・磯原町・関南村・大津町・平潟町など）約900ヘクタールと、北茨城山岳公園（高岡村・南中郷村・華川村）約6,000ヘクタールから構成されていた。
その後、指定範囲の変更を経て、 1973年（昭和48年）4月23日に名称を花園花貫県立自然公園と改めた（告示436号）。当時の指定範囲は、北茨城市、高萩市、久慈郡里美村、多賀郡十王町にまたがって、9,586ヘクタールに及んだ。
2012年（平成24年）3月現在では、第1種特別地域（自然公園法#公園計画策定参照）102ヘクタールをはじめ、合計24,826ヘクタールの地域が指定されている。

## 主な見どころ
- 多賀山地
  - 花園山（798メートル） - 茨城百景。「花園山シャクナゲ群落」は県指定天然記念物
  - 竪破山（657.8メートル）（太刀割石） - 黒前神社。茨城百景。
  - 和尚山（803.8メートル）
  - 土岳（599.2メートル）
  - 栄蔵室山（881.3メートル）

- 花貫川
  - 花貫渓谷 - 名馬里が渕（なめりがふち）、不動滝
  - 花貫ダム（「海の見えるダム」）

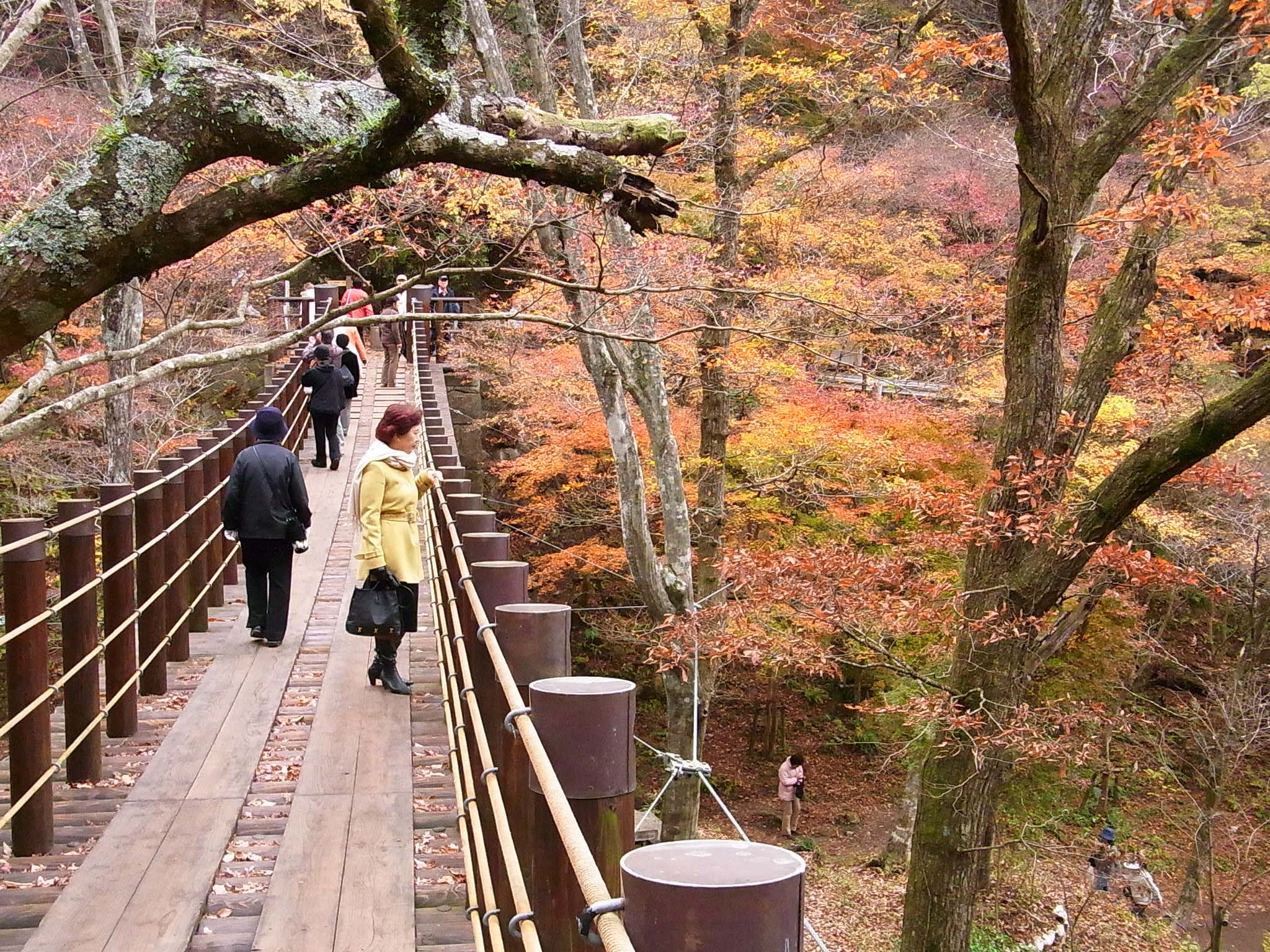
花貫渓谷の汐見滝吊り橋（2009年11月20日撮影）
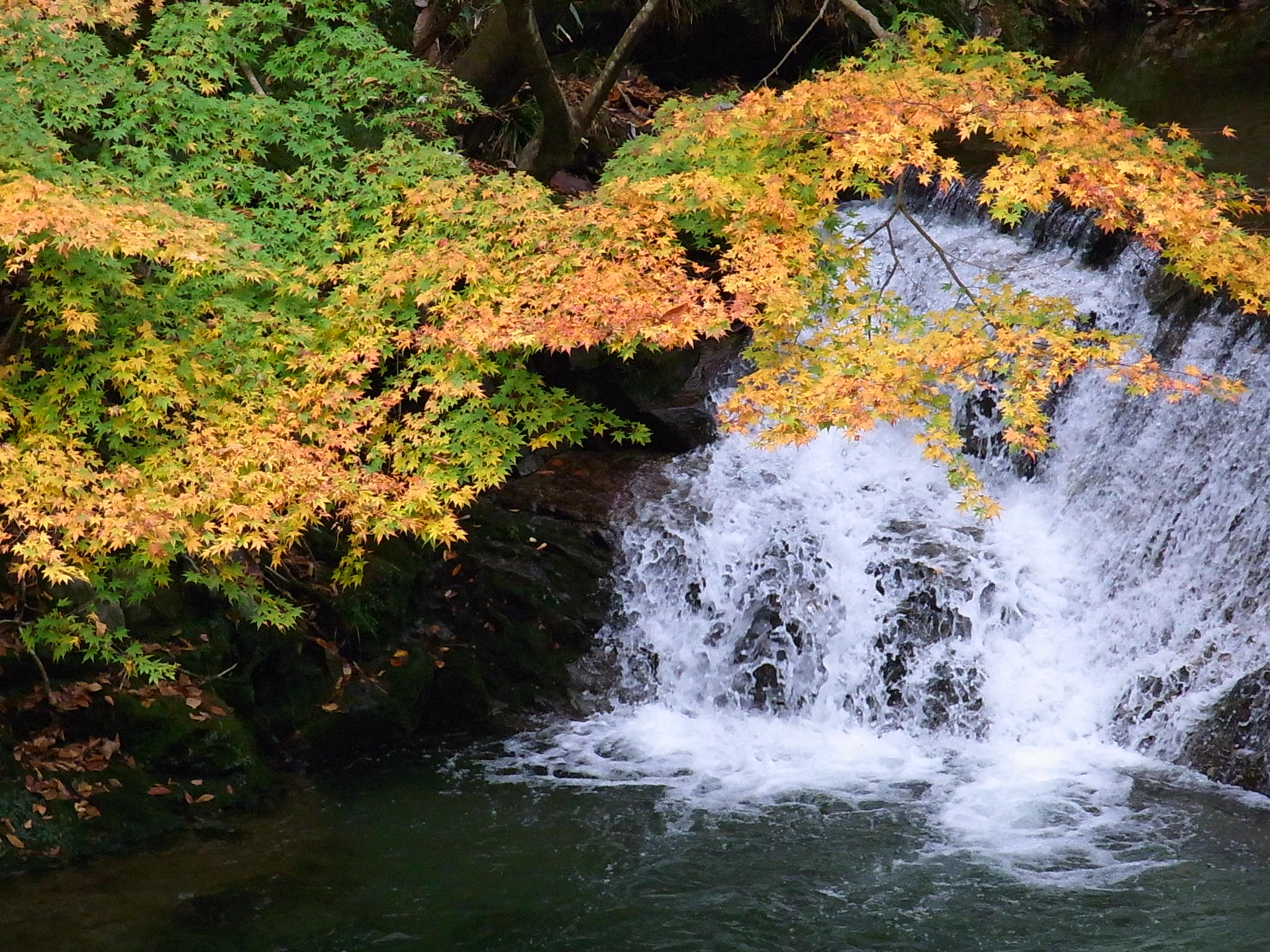
花貫渓谷の汐見滝（2009年11月20日撮影）

- 花園川（大北川支流）
  - 花園湿原（亀谷地湿原）
  - 花園渓谷（猿ヶ城渓谷） - 七ツ滝（県指定名勝） - 茨城百景
  - 花園神社 - 「花園の大スギ」「花園のコウヤマキ」（県の天然記念物）
  - 水沼ダム
  - 浄蓮寺渓谷 - 浄蓮寺（三十三観音像）

- 大北川
  - 小山ダム
  - 大北渓谷 - 茨城百景

- 平潟港 - 江戸時代、東廻廻船の寄港地。茨城百景。
  - 平潟港温泉

- 五浦海岸 - 日本の渚百選、日本の音風景100選、日本の白砂青松100選、日本の地質百選、茨城百景。
  - 岡倉天心ゆかりの地 - 六角堂（観瀾亭）、旧天心邸、長屋門（茨城大学五浦美術文化研究所）
  - 茨城県天心記念五浦美術館・五浦日本美術院跡 - 岡倉天心、横山大観、下村観山、菱田春草、木村武山
  - 五浦温泉、五浦元湯温泉

- 磯原海岸 - 茨城百景
  - 天妃山

- 伊師浜海岸 - 快水浴場百選・日本の水浴場88選・日本の白砂青松百選
  - 碁石ヶ浦 - 鵜の飛来地
  - いぶき山イブキ樹叢 - 国の天然記念物

その他
- 天竜院 - 水戸徳川家庭園
- 生物 － 鳥類は猛禽類のオオワシ、チョウゲンボウ、ハヤブサなど。食虫植物のモウセンゴケの群落。暖流性と寒流性の種が交差する海藻類（この地が北限とされる種もある）。複数種のセセリ類、シジミ類などのチョウ類。
- 地質 － 御斎所変成岩（雲母片岩、千枚岩、珪岩、緑色片岩）、竹貫変成岩（雲母片岩、片麻岩、石英片岩、角閃岩）
- 湿原 －岡見（里美村）
- 樹木 － ブナ（原生林）、シラカバ

## 交通
- 北茨城市の花園渓谷は常磐自動車道北茨城ICから県道299号、茨城県道153号、茨城県道27号等を経由する。
- 高萩市の花貫渓谷は常磐自動車道高萩ICから茨城県道67号、茨城県道10号、国道461号等を経由する。

花貫渓谷では、紅葉シーズンのみ汐見吊橋方面への車両の乗り入れが禁止されているため、有料駐車場から歩くことになる。有料駐車場は11月のみ、駐車場等の維持管理費へ充てるために普通車が一日500円、観光バスが一日2000円徴収される。このため花貫渓谷から花貫ダムに掛けては県内外から多くの観光客が訪れ、花貫ダムの駐車場を含めて周辺の臨時駐車場は午前中で満車となり道路の両側に路上駐車の列ができる場所もある。このため、対向車とのすれ違いに支障をきたす場合があり、駐車場の空き待ちと合わせて5Km以上の渋滞が発生する。また、最寄りの常磐自動車道高萩IC出口を先頭に渋滞することもあり、最悪の場合は、花貫ダム先から高萩IC付近まで5Km以上の車列がつながることがある。
路線バスの便は、高萩駅から大能行きの便があるが、平日のみの運行（早朝の高萩駅行き、夕方の大能行き各1本）であり観光利用には向かない。タクシーで20分程度である。現在は、紅葉シーズンの土休日のみ、高萩駅からの事前予約制臨時バスが運行されている。

## その他
2008年まで不動滝と表記されていた滝が実は乙女滝であり、その下流にある滝が「不動滝」であったことが判明した。同年に立てられた看板では訂正されている。

## 外部サイト
- 花園・花貫県立自然公園／茨城県 (pref.ibaraki.jp)
- 花園渓谷（紅葉・新緑） | 北茨城市観光協会公式ホームページ
- 花園花貫県立自然公園 - 日立市 (PDF)